# منطاد الهواء الساخن

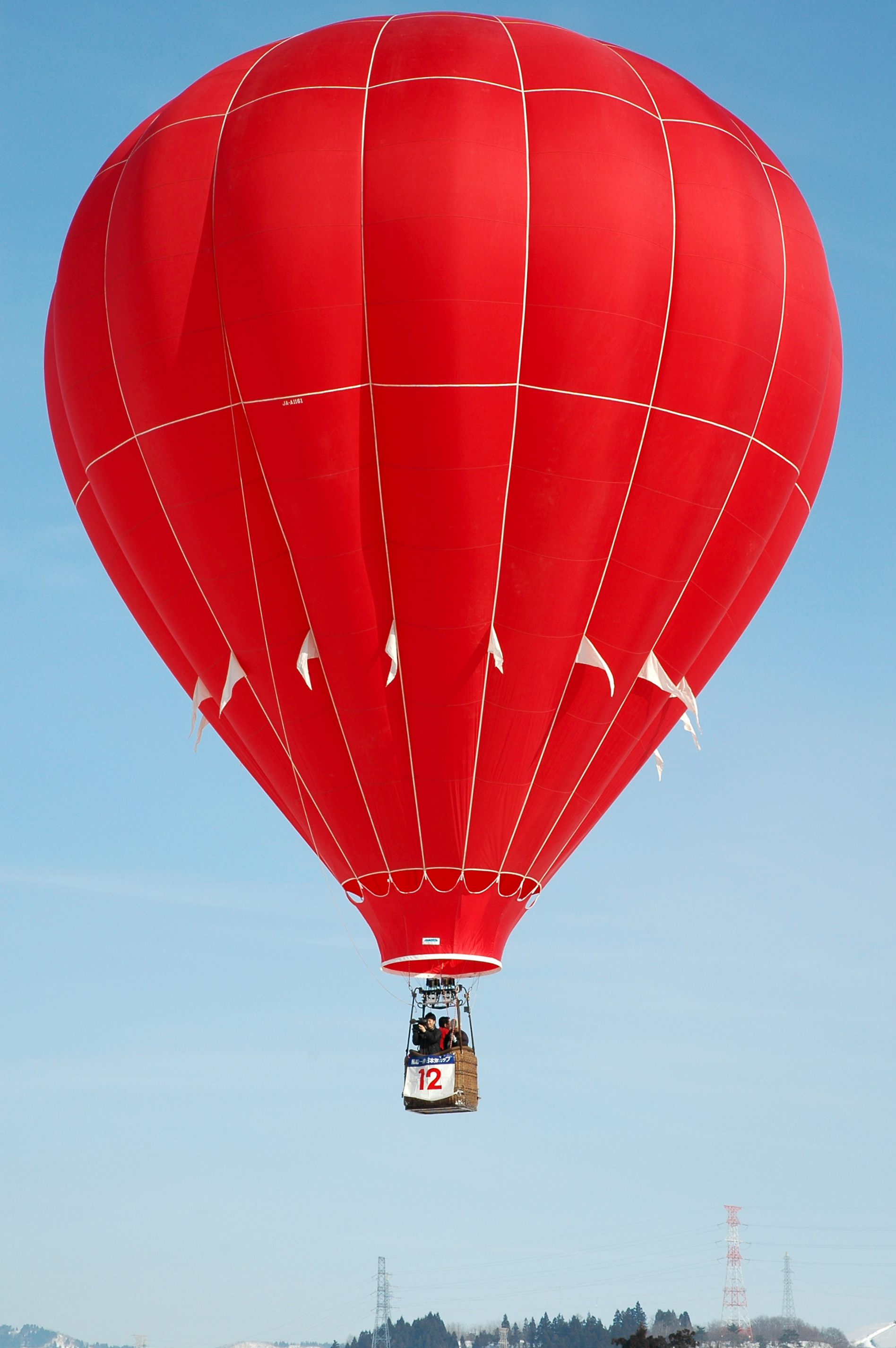
بالون الهواء الساخن في رحلة.

بالون الهواء الساخن، هي وسيلة طيران أخف من الهواء تتكون من كيس يُسمى الغلاف، يحتوي على هواء ساخن. يتدلى تحته سلة أو عربة (وفي بعض المناطيد المستخدمة في الرحلات الطويلة أو على ارتفاعات عالية، تكون عبارة عن كبسولة)، التي تحمل الركاب ومصدر الحرارة، الذي يكون في معظم الحالات لهبًا مفتوحًا ناتجًا عن حرق البروبان السائل. يعمل الهواء الساخن داخل الغلاف على جعل المنطاد طافيًا، حيث تكون كثافته أقل من كثافة الهواء البارد المحيط به. 
مثل جميع المركبات الجوية، لا يمكن لمنطاد الهواء الساخن الطيران خارج الغلاف الجوي. ولا يحتاج الغلاف إلى أن يكون مغلقًا من الأسفل، لأن الهواء داخل الغلاف يكون تقريبًا بنفس ضغط الهواء المحيط. في المناطيد الرياضية الحديثة، يصنع الغلاف عادة من نسيج النايلون، بينما يُصنع مدخل المنطاد (القريب من لهب الموقد) من مادة مقاومة للحريق مثل النوميكس. تصمم المناطيد الحديثة بأشكال متنوعة، مثل الصواريخ أو أشكال المنتجات التجارية المختلفة، رغم أن الشكل التقليدي يُستخدم في معظم التطبيقات غير التجارية والعديد من التطبيقات التجارية.
يعد بالون الهواء الساخن أول تقنية طيران ناجحة لنقل البشر. كانت أول رحلة منطاد هواء ساخن غير مقيدة ومأهولة في العالم قد نُفذت في باريس، فرنسا، على يد جان-فرانسوا بيلاتر دي روزييه وفرانسوا لوران دارلاند في 21 نوفمبر 1783، باستخدام منطاد صنعه الأخوان مونتغولفييه. تُعرف مناطيد الهواء الساخن التي يمكن دفعها عبر الهواء بدلاً من الانجراف مع الرياح باسم السفن الهوائية الحرارية.